# Museo para la Fotografía (Brunswick)
El Museo para la Fotografía, en idioma alemán Museum für Fotografie,  es un museo alemán de fotografía creado por la asociación del mismo nombre en Brunswick. 
La asociación se creó en 1984 con el fin de dar a conocer y debatir sobre fotografía y preservar y la conmemorar la tradición fotográfica de Brunswick. Cuenta con unos cien miembros y dispone del apoyo de empresas como Rollei y Voigtlander. Una parte importante de la ayuda financiera la proporciona la ciudad de Brunswick.
Se encuentra en un edificio que era una antigua aduana y muy próximo al Museo de Herzog Anton Ulrich que es uno de los más antiguos de Europa. Gran parte de las obras fueron donadas por los fotógrafos locales Käthe Buchler (1876-1930) y Hans Steffens (1915-1994) de sus colecciones particulares.
Dispone entre sus obras de ejemplares de los inicios de la fotografía realizados mediante el daguerrotipo, la copia a la albúmina, la Woodburytipia o el papel salado y de fotógrafos como David Octavius Hill & Robert Adamson, Nadar o Julia Margaret Cameron, también dispone de trabajos de fotógrafos como Henri Cartier-Bresson, Gisele Freund o Weegee. También se realizan exposiciones de autores contemporáneos como Tatsumi Orimoto.